# Lindsay Duncan
Pour les articles homonymes, voir Duncan.
Lindsay Duncan (née le 7 novembre 1950 à Édimbourg, Écosse) est une comédienne britannique de cinéma, de télévision et de théâtre.
Au théâtre, elle a remporté deux Olivier Awards et un Tony Award pour ses rôles dans Les Liaisons dangereuses (1985-1986) et Private Lives (2001-2002) et s'est illustrée dans de nombreuses pièces d'Harold Pinter. À la télévision, ses rôles les plus célèbres sont ceux de Servilia des Junii dans la série Rome (2005-2007) et d'Adelaide Brooke dans l'épisode spécial « La Conquête de Mars » (2009) de Doctor Who. Au cinéma, elle a joué la voix de l'androïde TC-14 dans Star Wars, épisode I : La Menace fantôme (1999) et la mère de l'héroïne dans l’Alice au pays des merveilles de Tim Burton (2010). Elle a été faite commandeur de l'ordre de l'Empire britannique en 2009 pour services rendus à l'art dramatique.

## Biographie

### Vie privée
Lindsay Duncan naît à Édimbourg en 1950 dans une famille écossaise modeste ; son père est devenu fonctionnaire après une longue carrière dans l'armée. Ses parents déménagent à Leeds, puis à Birmingham, où grâce à une bourse, elle rejoint une prestigieuse école privée pour jeunes filles, la King Edward VI High School. Malgré ces origines, son accent est celui de la Received Pronunciation et sa manière de s'exprimer est caractéristique de la haute société britannique. AfterLife (2004) est le seul rôle où elle prend l'accent écossais.
Elle a épousé l'acteur écossais Hilton McRae, rencontré en 1985 à la Royal Shakespeare Company ; ils ont un fils, Cal, né en 1991.

Le père de Lindsay est mort d'un accident de voiture alors qu'elle avait quinze ans et sa mère, morte en 1994 après avoir été atteinte de la maladie d'Alzheimer, a inspiré à Sharman Macdonald sa pièce L'Invitée de l'hiver (1995), ensuite adaptée au cinéma par Alan Rickman.
Lindsay Duncan a reçu en 2009 le titre de commandeur de l'ordre de l'Empire britannique pour services rendus à l'art dramatique dans la liste des honneurs de l'anniversaire de la reine.

### Vie professionnelle
Lindsay Duncan a découvert le théâtre dans les productions de son école. Après s'être liée d'amitié avec Kevin Elyot, futur dramaturge, qui fréquente la King Edward VI High School pour garçons, elle l'accompagne ce dernier quand il part suivre des études de théâtre à l'université de Bristol. Parallèlement à des petits boulots alimentaires, elle monte sa propre production de Funeral Games de Joe Orton. Après avoir été refusée par la Royal Academy of Dramatic Art (RADA), elle rejoint à 21 ans une autre des grandes écoles dramatiques londoniennes, la Central School of Speech and Drama. Elle commence sa carrière avec deux petits rôles dans Dom Juan mit en scène par Robert Cordier, au Hampstead Theatre de Londres, en 1976. Elle joue plusieurs années en province, notamment au Royal Exchange Theatre de Manchester, avant de débuter formellement à Londres en 1978 dans Plenty de David Hare au National Theatre. Elle se produit pour la première fois aux États-Unis en 1982 dans Top Girls de Caryl Churchill, reprise au Public Theater à New York après sa création au Royal Court Theatre de Londres. La pièce lui également obtient sa première récompense, un OBIE Award. L'année suivante, elle obtient son premier rôle d'importance au cinéma dans Loose Connections de Richard Eyre aux côtés de Stephen Rea.
Elle rejoint en 1985 la Royal Shakespeare Company pour Troilus and Cressida, dans lequel elle joue Hélène de Troie. L'année suivante, toujours au sein de la RSC, elle obtient son premier grand rôle, celui de la marquise de Merteuil dans Les Liaisons dangereuses, pièce de Christopher Hampton adaptée du roman du même nom de Choderlos de Laclos ; la pièce triomphe à Stratford-upon-Avon avant d'être transférée à l'Ambassadors Theatre dans le West End puis à Broadway en 2007. La prestation de Lindsay Duncan lui vaut une nomination aux Tony Awards, un Olivier Award et un Theatre World Award. À l'instar d'Alan Rickman qui se voit préférer John Malkovich pour le rôle de Valmont, elle écartée au profit de Glenn Close pour l'adaptation de la pièce au cinéma.
En 1988, Lindsay Duncan obtient un London Evening Standard Award pour son rôle de Maggie dans La Chatte sur un toit brûlant de Tennessee Williams. Parallèlement, elle joue dans de nombreuses séries télévisées britanniques et devient l'une des actrices fétiches d'Harold Pinter, Alan Bleasdale et Stephen Poliakoff. Elle effectue une deuxième saison au sein de la RSC en 1994-1995 pour Le Songe d'une nuit d'été, où elle assume le double rôle d'Hippolyte et Titania. Elle suit la pièce dans sa tournée aux États-Unis en 1995-1996, mais une opération la contraint à être remplacée par Emily Button de janvier à mars 1997. À la demande d'Al Pacino, impressionné par sa prestation dans The Cryptogram de David Mamet (1994), elle joue son épouse dans City Hall (1996) d'Harold Becker.
Pour faire plaisir à son fils, fan de la saga Star Wars, elle s'efforce d'obtenir le rôle de la mère d'Anakin Skywalker dans Star Wars, épisode I : La Menace fantôme (1999), sans succès ; elle accepte finalement de jouer la voix de l'androïde TC-14. Parallèlement, elle retrouve Alan Rickman dans Private Lives de Noel Coward en 2001-2002 ; sa performance dans le rôle d'Amanda Prynne lui vaut un Tony Award et de nouveau un Olivier Award, alors qu'elle est également nommée à l'Olivier de la meilleure actrice pour Mouth To Mouth de Kevin Elyot.
En 2005, elle accepte de rejoindre la série Rome, grâce à la réputation de HBO qui produit la série et sans même lire le script. Pendant les deux saisons de la série, elle assume le rôle de Servilia des Junii, maîtresse de Jules César (joué par Ciarán Hinds) et rivale d'Atia des Julii (jouée par Polly Walker). Elle revient ensuite au théâtre après cinq ans d'absence des planches : elle joue aux côtés de Matt Smith dans That Face (2007) de la jeune dramaturge Polly Stenham ; son rôle de mère alcoolique et quasi-incestueuse lui obtient une nomination à l'Olivier Award de la meilleure actrice.
En 2009, Lindsay Duncan rejoint la très populaire série Doctor Who dans le rôle d'Adelaide Brooke, compagne du 10e docteur (David Tennant) pour l'épisode spécial « La Conquête de Mars » ; l'un des producteurs de la série qualifie son personnage comme le compagnon « le plus intelligent et le plus déterminé du Docteur ». La même année, elle joue Margaret Thatcher dans le téléfilm Margaret de la BBC, aux côtés d'une pléaide de grands acteurs britanniques ; librement adapté de la biographie (2000 et 2003) de John Campbell, le téléfilm décrit la chute du Premier ministre britannique après la démission de Geoffrey Howe. L'année suivante, elle incarne Helen Kingsleigh, mère de l'héroïne, dans l’Alice au pays des merveilles de Tim Burton.
Elle collabore pour la quatrième fois avec le scénariste Alan Bleasdale en 2011 dans le cadre de son téléfilm en deux épisodes The Sinking of the Laconia, inspiré d'un épisode historique de la Deuxième Guerre mondiale. Elle revient au théâtre avec le rôle d'Ella Rentheim dans John Gabriel Borkman d'Henrik Ibsen, dans une nouvelle version par Frank McGuinness créée à l'Abbey Theatre de Dublin en 2010 et reprise à la Brooklyn Academy of Music de New York au début de l'année 2011. Elle y retrouve Alan Rickman et Fiona Shaw, ses partenaires des Liaisons dangereuses. En fin d'année, elle fait une apparition dans la quatrième saison de la série Merlin avec le rôle de la reine Annis, antagoniste du héros.
Lindsay Duncan entame l'année 2011 comme invitée vedette de l'épisode du nouvel an d’Absolutely Fabulous : elle y joue une actrice française, « Jeanne Durand », à mi-chemin entre Marlene Dietrich et Catherine Deneuve. Elle revient au West End de Londres en prenant le rôle principal de Hay Fever de Noël Coward, de nouveau sous la direction de Howard Davies. Elle apparaîtra également en 2012 dans une série de quatre pièces historiques de Shakespeare produites par BBC 2. Elle jouera le rôle de la duchesse d'York dans le premier film, Richard II, aux côtés de David Suchet dans le rôle du duc d'York, Patrick Stewart dans celui de Jean de Gand et Ben Whishaw dans celui de Richard II.

## Carrière

### Théâtre
| Année     | Titre                            | Dramaturge                                           | Rôle                         | Notes |
| --------- | -------------------------------- | ---------------------------------------------------- | ---------------------------- | --- |
| 1976      | Dom Juan                         | Molière                                              | Charlotte/Violetta           | Hampstead Theatre, Londres |
| 1976      | The Script                       |                                                      |                              | Hampstead Theatre, Londres |
| 1976      | Zack                             | Harold Brighouse                                     | Sally Teale                  | Royal Exchange Theatre, Manchester |
| 1976      | The Rivals                       | Sheridan                                             | Lucy                         | Royal Exchange Theatre, Manchester |
| 1976      | Le Prince de Hombourg            | Heinrich von Kleist                                  | Natalie                      | Royal Exchange Theatre, Manchester. Première britannique de la pièce. |
| 1977      | The Deep Blue Sea                | Terence Rattigan                                     | Anne                         | Cambridge Arts Theatre |
| 1977      | The Ordeal of Gilbert Pinford    | Ronald Harwood, d'après une nouvelle d'Evelyn Waugh. | Margaret                     | Royal Exchange Theatre, Manchester. |
| 1977      | What the Butler Saw              | Joe Orton                                            | Geraldine Barclay            | Royal Exchange Theatre, Manchester |
| 1977      | The Skin of our Teeth            | Thornton Wilder                                      | Gladys                       | Royal Exchange Theatre, Manchester |
| 1977      | Present Laughter                 | Noel Coward                                          | Daphne                       | Royal Exchange Theatre, Manchester |
| 1977      | La Nuit des rois                 | William Shakespeare                                  | Viola                        | Royal Exchange Theatre, Manchester |
| 1978      | Plenty                           | David Hare                                           | Dorcas Frey                  | National Theatre, Londres |
| 1978      | Comings and Goings               | Mike Stott                                           | Hilary                       | Hampstead Theatre, Londres |
| 1979      | The Recruiting Officer           | George Farquhar                                      | Sylvia                       | Bristol Old Vic Theatre/ Festival d'Édimbourg |
| 1980      | Jules César                      | William Shakespeare                                  | Portia                       | Riverside Studios, Londres |
| 1980      | L'Épouse outragée                | John Vanbrugh                                        | Belinda                      | National Theatre, Londres |
| 1981      | Incident at Tulse Hill           | Harold Pinter                                        | Rosemary                     | Hampstead Theatre, Londres |
| 1982      | Top Girls                        | Caryl Churchill                                      | Lady Nijo/Win                | Royal Court Theatre, Londres puis Jo Papps Public Theater, New York Obie Award |
| 1984      | Progress                         | Doug Lucie                                           | Ronnie                       | Bush Theatre, Londres |
| 1985-1986 | Troïlus et Cressida              | William Shakespeare                                  | Hélène de Troie              | Royal Shakespeare Company: Stratford-upon-Avon/Barbican Theatre |
| 1985-1986 | Les Liaisons dangereuses         | Christopher Hampton                                  | Marquise de Merteuil         | Royal Shakespeare Company: The Other Place, Stratford-upon-Avon; Ambassadors Theatre, Londres; Music Box Theatre, New York. Olivier Award, Theatre World Award, nomination aux Tony Awards |
| 1985-1986 | Les Joyeuses Commères de Windsor | William Shakespeare                                  | Mistress Ford                | Royal Shakespeare Company: Stratford-upon-Avon/Barbican Theatre |
| 1988      | La Chatte sur un toit brûlant    | Tennessee Williams                                   | Maggie                       | National Theatre, Londres London Evening Standard Theatre Award |
| 1988      | Hedda Gabler                     | Henrik Ibsen                                         | Hedda Gabler                 | Hampstead Theatre, Londres |
| 1990      | Bérénice                         | Jean Racine                                          | Bérénice, reine de Palestine | National Theatre, Londres |
| 1993      | Three Hotels                     | Jon Robin Baitz                                      | Barbara Boyle                | Tricycle Theatre, Londres |
| 1994      | The Cryptogram                   | David Mamet                                          | Donny                        | Ambassadors Theatre, Londres |
| 1995      | Le Songe d'une nuit d'été        | William Shakespeare                                  | Titania/Hippolyta            | Royal Shakespeare Company : Barbican Theatre, Londres puis The Lunt Fontanne, New York, adapté ensuite en film                                                                             |
| 1996      | Ashes to Ashes                   | Harold Pinter                                        | Rebecca                      | Grammercy Theater, New York |
| 1997      | Le Retour                        | Harold Pinter                                        | Ruth                         | National Theatre, Londres |
| 2000      | Célébration/La Chambre           | Harold Pinter                                        | Prue/Rose                    | Almeida Theatre, Londres puis Pinter Festival New York |
| 2001      | Mouth to Mouth                   | Kevin Elyot                                          | Laura                        | Albery Theatre, Londres London Critics Circle Theater Award, nomination aux Evening Standard Awards                                                                                        |
| 2001      | Private Lives                    | Noel Coward                                          | Amanda Prynne                | Albery Theatre, Londres, puis Broadway Olivier Award, Tony Award, Critics’ Circle Award, Drama Desk Award, Variety Club Showbusiness Award, nomination à l'Evening Standard Award          |
| 2007      | That Face                        | Polly Stenham                                        | Martha                       | Royal Court Theatre/Duke of York's Theatre Nomination aux Olivier Awards |
| 2010      | John Gabriel Borkman             | Henrik Ibsen                                         | Ella Rentheim                | Abbey Theatre, Dublin, puis Brooklyn Academy of Music, New York |
| 2012      | Hay Fever                        | Noël Coward                                          | Judith Bliss                 | Noël Coward Theatre, Londres |

### Cinéma
| Année | Titre                                    | Réalisateur                 | Rôle                   | Notes                                                                                              |
| ----- | ---------------------------------------- | --------------------------- | ---------------------- | -------------------------------------------------------------------------------------------------- |
| 1985  | Loose Connections                        | Richard Eyre                | Sally                  | |
| 1985  | Samson and Delilah                       | Mark Peploe                 | Alice Nankervis        | Court-métrage, d'après un roman de D.H. Lawrence                                                   |
| 1987  | Prick Up Your Ears                       | Stephen Frears              | Anthea Lahr            | |
| 1988  | Pour une nuit d'amour                    | Dušan Makavejev             | Lily Sachor            | D'après une nouvelle d'Émile Zola                                                                  |
| 1989  | The Child Eater                          | Jonathan Tammuz             | Eirwen                 | Court-métrage                                                                                      |
| 1990  | L'Enfant miroir (The Reflecting Skin)    | Philip Ridley               | Dolphin Blue           | Maria de la meilleure actrice, Sitges Film Festival de 1990                                        |
| 1991  | Body Parts                               | Eric Red                    | Dr Agatha Webb         | D'après un roman de Boileau-Narcejac                                                               |
| 1996  | City Hall                                | Harold Becker               | Sydney Pappas          | |
| 1996  | Le Songe d'une nuit d'été                | Adrian Noble                | Hippolyta/Titania      | Adaptation filmée d'une production de la Royal Shakespeare Company                                 |
| 1999  | Un mari idéal                            | Oliver Parker               | Lady Markby            | D'après Un mari idéal d'Oscar Wilde                                                                |
| 1999  | Star Wars, épisode I : La Menace fantôme | George Lucas                | TC-14                  | Voix                                                                                               |
| 1999  | Expelling the Demon                      | Devlin Crow                 | Femmes                 | Voix, court-métrage                                                                                |
| 1999  | Mansfield Park                           | Patricia Rozema             | Mrs Price/Lady Bertram | D'après Mansfield Park de Jane Austen                                                              |
| 2003  | Sous le soleil de Toscane                | Audrey Wells                | Katherine              | D'après le roman de Frances Mayes                                                                  |
| 2004  | AfterLife                                | Alison Peebles              | May Brogan             | Meilleure actrice, Bratislava International Film Festival, Bowmore Scottish Screen Award           |
| 2004  | The Queen of Sheba's Pearls              | Colin Nutley                | Audrey Pretty          | |
| 2006  | Starter for Ten                          | Tom Vaughan                 | Rose Harbinson         | D'après le roman homonyme de David Nicholls                                                        |
| 2010  | Burlesque Fairytales                     | Susan Luciani               | Reine des Neiges       | |
| 2010  | Alice au pays des merveilles             | Tim Burton                  | Helen Kingsleigh       | D'après Les Aventures d'Alice au pays des merveilles et De l'autre côté du miroir de Lewis Carroll |
| 2013  | Il était temps                           | Richard Curtis              | La mère de Tim         | |
| 2014  | Un week-end à Paris                      | Roger Michell               | Meg Burrows            | |
| 2014  | Birdman                                  | Alejandro González Iñárritu | Tabitha Dickinson      | |
| 2016  | Alice de l'autre côté du miroir          | James Bobin                 | Helen Kingsley         | D'après Les Aventures d'Alice au pays des merveilles et De l'autre côté du miroir de Lewis Carroll |
| 2017  | Mary                                     | Marc Webb                   | Evelyn Adler           | |
| 2020  | Blackbird                                | Roger Michell               | Liz                    | |
| 2020  | Made in Italy                            | James D'Arcy                | Kate                   | |
| 2021  | A Banquet                                | Ruth Paxton                 | June                   | |

### Télévision
| Année       | Titre                                               | Rôle                                                           | Notes |
| ----------- | --------------------------------------------------- | -------------------------------------------------------------- | --- |
| 1975        | Up Pompeii!                                         | Scrubba                                                        | Série (BBC), épisode spécial « Further Up Pompeii! » (31 mars) |
| 1976        | One-Upmanship                                       |                                                                | Série (BBC), épisode « Woomanship » (24 mars) |
| 1977        | Chapeau melon et bottes de cuir                     | Jane                                                           | Série, épisode « Les Anges de la mort » (16 septembre) |
| 1979        | The Winkler                                         | Diane                                                          | ITV Playhouse |
| 1980        | Dick le rebelle                                     | Catherine Langford                                             | Série télévisée, épisode « La fiancée du diable » (8 mars) |
| 1980        | Grown-Ups                                           | Christine Butcher                                              | BBC2 Playhouse |
| 1982        | Muck and Brass                                      | Jean Torrode                                                   | Série, épisodes « Public Relations » (26 janvier) et « Our Green and Pleasant Land » (2 février) |
| 1982        | On Approval                                         | Helen Hale                                                     | BBC Play of the Month |
| 1983        | Reilly, Ace of Spies                                | The Plugger                                                    | Mini-série, épisode « After Moscow » (26 octobre) |
| 1984        | Rainy Day Women                                     | Karen Miller                                                   | BBC Play for Today |
| 1984        | Travelling Man                                      | Andrea                                                         | Série, épisodes « First Leg », « The Collector », « The Watcher », « Grasser », « Moving On », « Sudden Death » |
| 1986        | Dead Head                                           | Dana                                                           | Série, épisodes « Why me? », « Anything for England », « The Patriot » |
| 1986        | Kit Curran                                          | Pamela Scott                                                   | Série, tous les épisodes |
| 1989        | These Foolish Things                                | Gutrune Day                                                    | BBC The Play on One |
| 1989        | Traffik                                             | Helen Rosshalde                                                | Mini-série, tous les épisodes |
| 1988-1990   | Colin's Sandwich                                    | Rosemary                                                       | Série, épisodes « Enough » (1988) et « Zanzibar » (1990) |
| 1990        | TECX                                                | Laura Pellin                                                   | Série, épisode « Getting Personnel » |
| 1991        | The Storyteller: Greek Myths                        | Médée                                                          | Série, « Theseus & the Minotaur » |
| 1991        | Screenplay                                          | Kath Peachey                                                   | Série, épisode « Redemption » |
| 1991        | G.B.H.                                              | Barbara Douglas                                                | Mini-série, épisodes « Only Here on a Message », « Send a Message to Michael », « Message Sent », « Message received », « Message Understood », « Over and Out ». Écrit par Alan Bleasdale. Nomination aux BAFTA TV Awards |
| 1993        | A Year in Provence                                  | Annie Mayle                                                    | Mini-série, tous les épisodes. D'après le livre de Peter Mayle. |
| 1994        | The Rector's Wife                                   | Anne Bouverie                                                  | Série, tous les épisodes. D'après le roman de Joanna Trollope |
| 1995        | Just William                                        | Lady Walton                                                    | Série, épisode « William Clears the Slums » |
| 1995        | Jake's Progress                                     | Monica                                                         | Mini-série, épisodes 1, 2, 3, 4 et 6. Écrit par Alan Bleasdale |
| 1997        | The History of Tom Jones, a Foundling               | Lady Bellaston                                                 | Mini-série, épisodes 3, 4 et 5. |
| 1998        | Get Real                                            | Louise                                                         | Série, tous les épisodes |
| 1999        | Shooting the Past                                   | Marilyn Truman                                                 | Téléfilm (BBC). Écrit par Stephen Poliakoff. Nomination aux BAFTA Awards |
| 1999        | Oliver Twist                                        | Elizabeth Leeford                                              | Mini-série, tous les épisodes. Écrit par Alan Bleasdale d'après le roman du même nom de Charles Dickens. |
| 2000        | Dirty Tricks                                        | Alison                                                         | Téléfilm |
| 2000        | Victoria Wood with All the Trimmings                | Pam                                                            | Épisode de Noël |
| 2001        | Perfect Strangers                                   | Alice                                                          | Série. Écrit par Stephen Poliakoff. |
| 2001        | Witness of Truth: The Railway Murders               | Voix du narrateur                                              | Téléfilm |
| 2005        | Hercule Poirot                                      | Lady Tamplin                                                   | Série, épisode « Le Train bleu » |
| 2005-2006   | MI-5                                                | Angela Wells                                                   | Série, épisodes 4.10 et 5.1 |
| 2005-2007   | Rome                                                | Servilia des Junii                                             | Série, 18 épisodes |
| 2006        | Longford                                            | Lady Elizabeth Longford                                        | Téléfilm (Channel 4) |
| 2007        | Frankenstein                                        | Professor Jane Pretorius                                       | Téléfilm |
| 2008        | Criminal Justice                                    | Alison Slaughter                                               | Mini-série, épisode 1.3 |
| 2008        | Orgueil et Quiproquos                               | Lady Catherine de Bourgh                                       | Mini-série, épisodes 1.3 et 1.4 |
| 2009        | Margaret                                            | Margaret Thatcher                                              | Téléfilm (BBC) |
| 2009        | Doctor Who                                          | Adelaide Brooke                                                | Série, épisode spécial « La Conquête de Mars » |
| 2009        | Margot                                              | Madam                                                          | Téléfilm (BBC) |
| 2010        | Miss Marple                                         | Marina Gregg                                                   | Série, épisode « Le Miroir se brisa », adapté du roman éponyme d'Agatha Christie |
| 2010-2011   | Come Fly with Me                                    | Narratrice (voix)                                              | Série (BBC), tous les épisodes |
| 2011        | Le Naufrage du Laconia (The Sinking of the Laconia) | Elisabeth Fullwood                                             | Mini-série, tous les épisodes. Écrit par Alan Bleasdale. |
| 2011        | Christopher et Heinz                                | Kathleen Isherwood                                             | Téléfilm, écrit par Kevin Elyot d'après l'autobiographie de Christopher Isherwood. |
| 2011        | Merlin                                              | Reine Annis                                                    | Série (BBC) Saison 4, épisode 5 |
| 2011        | Black Mirror                                        | Alex Cairns                                                    | Mini-série, premier épisode : « The National Anthem » (Channel 4). Écrit par Charlie Brooker. |
| 2012        | Absolutely Fabulous                                 | Jeanne Durand                                                  | Épisode spécial du Nouvel An (BBC1) |
| 2012        | Richard II                                          | Duchesse d'York                                                | Téléfilm (BBC2), production filmée de la pièce du même nom de Shakespeare. |
| 2014        | Sherlock                                            | Lady Smallwood                                                 | Série (BBC) Saison 3, épisode 3 |
| 2017        | The Leftovers                                       | Grace                                                          | Série (HBO), Saison 3, épisodes 2, 3, 4, 6, 7 |
| 2017        | Sherlock                                            | Lady Smallwood                                                 | Série (BBC), Saison 4, épisodes 1 et 2 |
| 2018 - 2022 | A Discovery of Witches                              | Ysabeau de Clermont                                            | Série (Sky1), Saison 1, 2, 3 |
| 2021        | Le Tour du monde en quatre-vingts jours             | Jane Digby                                                     | Série (BBC), Saison 1, épisode 3 |
| 2023        | La Roue du temps                                    | Anvaere Damodred, une noble de Cairhien et la sœur de Moiraine | Série (Amazon Prime), Saison 2 |
| 2023        | The Morning Show                                    | Martha Ellison, mère de Cory Ellison                           | Série (Apple TV+), Saison 3, épisode 7 |

### Livres audio
Lindsay Duncan est la narratrice de plusieurs livres audio, parmi lesquels :
- Orgueil et Préjugés de Jane Austen ;
- According to Queeney (édition abrégée) de Beryl Bainbridge ;
- Requiem et A Dark Devotion de Clare Francis ;
- Marie-Antoinette d'Antonia Fraser[23] ;
- Tess d'Urberville de Thomas Hardy, lu avec Martin Shaw ;
- The Garden Party and Other Stories de Katherine Mansfield ;
- The Empty House (édition abrégée) de Rosamunde Pilcher ;
- Piranha to Scurfy & Other Stories de Ruth Rendell ;
- Tomorrow de Graham Swift ;
- Brother and Sister et Marrying the Mistress de Joanna Trollope.

## Récompenses
- British Independent Film Awards 2013 : Meilleure actrice pour Le Week-end